# Ergolding
Ergolding er en købstad (markt) i Landkreis Landshut, i regierungsbezirk Niederbayern i den tyske delstat Bayern.

## Geografi
Ergolding ligger lige nord for Landshut, som den nærmest er sammenvokset med.
Kommunen har gode trafikforbindelser med A 92 fra Deggendorf (75 km) til München (70 km) og B 11 og B 15 fra Regensburg (65 km) til Rosenheim (90 km).

### Nabokommuner
Ergolding grænser udover Landshut, til kommunerne :
- Altdorf
- Hohenthann
- Essenbach

### Inddeling
Kommunen består ud over Ergolding, af følgende 23 bydele, landsbyer og bebyggelser: Ergolding-West, Piflas, Albing, Almenhof, Am Klosterholz, Brenneisen, Glöcklberg, Grandsberg, Hader, Hart, Käufelkofen, Kopfham, Kreuth, Kottingrohr, Oberglaim, Oberwaltenkofen, Pfarrkofen, Reitberg, Spitzlberg, Stehberg, Unterglaim, Unterwaltenkofen og Weihern.